# Robert Mallet
Robert Mallet FRS (Dublim, 3 de junho de 1810 — Londres, 5 de novembro de 1881) foi um geofísico, engenheiro civil e inventor irlandês. 
Ficou conhecido por suas pesquisas sobre terremotos e é considerado por alguns como o pai da sismologia. Seu filho, Frederick Richard Mallet, foi geólogo e trabalhou na Índia.

## Biografia
Robert nasceu em Dublin, em 1810. Era filho de um industrial, John Mallet. Estudou no Trinity College, onde ingressou aos 16 anos para estudar ciências e matemática, formando-se aos 20 anos, em 1830.

## Carreira
Após sua formatura, Robert se juntou ao pai na siderúrgica e o ajudou a construir uma empresa que se tornaria vital para os grandes projetos de engenharia da Irlanda. Sua companhia forneceu material para a construção de ferrovias, o farol de Fastnet Rock e a ponte sobre o rio Shannon em Athlone. Robert ajudou a fabricar trilhos que levaram à construção da ferrovia em volta do Trinity College e que leva hoje o nome de sua família.
Robert foi eleito para a Royal Irish Academy em 1832, com apenas 22 anos. Também foi membro da Associação Britânica para o Avanço da Ciência, em 1835, que acabou por financiar muito de suas pesquisas em sismologia. Em 1838, tornou-se membro vitalício da Royal Geological Society of Ireland, da qual foi presidente de 1846 a 1848.

## Prêmios
Foi laureado com a medalha Wollaston de 1877, concedida pela Sociedade Geológica de Londres.